# فرضیه چرخه زندگی
در اقتصاد، فرضیه چرخه زندگی (LCH) الگویی است که سعی در توضیح الگوهای مصرف افراد دارد.
فرضیه چرخه زندگی نشان می‌دهد که افراد برنامه‌ریزی مصرف و پس‌انداز خود را در طول چرخه زندگی خود انجام می‌دهند. آنها قصد دارند حتی در تمام مدت زمان زندگی خود مصرف خود را به بهترین شکل ممکن انجام دهند، این کار را با پس‌انداز هنگام کسب درآمد و مصرف در هنگام بازنشستگی انجام می‌دهند. فرض اصلی این است که همه افراد برای حفظ سبک زندگی پایدار تصمیم می‌گیرند. این بدان معنی است که آنها معمولاً در یک دوره صرفه جویی می‌کنند تا در دوره بعدی هزینه کنند، اما میزان مصرف آنها در هر دوره تقریباً یکسان است.

## تاریخچه
در اوایل دهه ۵۰، فرانکو مودیلیانی و شاگردش، ریچارد برمبرگ، نظریه ای را براساس این مشاهدات ایجاد کردند که مردم تصمیمات مربوط به مصرف را براساس منابع موجود در طول عمر خود و همچنین در مرحله فعلی زندگی خود اتخاذ می‌کنند. مودیلیانی و برمبرگ مشاهده کردند که افراد در مراحل اولیه زندگی کاری خود دارایی می‌سازند. بعداً در دوران بازنشستگی، آنها از دارایی خود استفاده می‌کنند. افراد شاغل در زندگی پس از بازنشستگی خود صرفه جویی می‌کنند و الگوی مصرف خود را مطابق نیازشان در مراحل مختلف زندگی تغییر می‌دهند.
در حالی که این تئوری براساس بررسی رفتارهای فردی پیش‌بینی‌های مهمی را برای کل اقتصاد ارائه داده‌است. پیش‌بینی می‌کند که پس‌انداز کل یک کشور به میزان رشد درآمد ملی بستگی دارد و نه به سطح آن. همچنین، ثروت در یک اقتصاد مربوط به مدت زمان بازنشستگی است. اگرچه در ابتدا با این نظریه مصرف چالشهای بسیاری وجود داشت، اما اخیراً اهمیت آن در تفکر اقتصادی مورد تأیید قرار گرفته‌است.

## مثال نقض
یافته‌های بسیاری از اقتصاددانان مشکلی را در مدل چرخه زندگی ایجاد می‌کند. مشخص شد که سالخوردگان به همان سرعتی که در مدل گفته شد، از کار جدا نمی‌شوند. برای رفتار یادشده سالمندان دو توضیح وجود دارد.
اولین توضیح این است که افراد بازنشسته نسبت به هزینه‌های غیرقابل پیش‌بینی احتیاط می‌کنند. پس‌انداز اضافی که در اثر این رفتار به‌وجود می‌آید صرفه جویی در احتیاط است. پس‌انداز احتیاطی ممکن است برای رویداد احتمالی زندگی طولانی‌تر از آنچه انتظار می‌رود ایجاد شود و از این رو مجبور به تأمین هزینه طولانی‌تر از مدت زمان بازنشستگی شده باشید. یکی دیگر از دلایل منطقی احتمال عدم سلامتی و هزینه‌های کلان پزشکی است. این اتفاقات احتمالی باعث می‌شود سالمندان بیشتر صرفه جویی کنند.
توضیح دوم این است که افراد مسن ممکن است بیشتر پس‌انداز کنند تا بتوانند به فرزندان خود واگذار کنند.
تحقیقات کلی در مورد بازنشسته‌های جامعه نشان می‌دهد که مدل چرخه زندگی نمی‌تواند رفتار مصرف‌کننده را کاملاً توضیح دهد.